# オレクシイ・フルィニューク
オレクシイ・フルィニューク (ウクライナ語: Олексій Гринюк、1977年 - )は、ウクライナ・キエフ出身のピアニスト。

## 略歴
6歳でピアノを始める。キエフ音楽院でヴァレリー・コズロフに師事し、その後はハミッシュミルンに師事する。13歳の時に上海国際ピアノコンクールで最優秀賞、同年のホロヴィッツ国際ピアノコンクールで第1位。
近年はヨーロッパを中心に多くのコンサートに出演しており、ロンドンのウィグモアホール、モスクワ音楽院大ホール、メトロポリタン美術館などで公演し、クラクフ・フィルハーモニー管弦楽団、ウクライナ国立交響楽団などと共演した。

## 受賞歴
- 1990年：上海国際ピアノコンクール最優秀賞
- 1990年：ホロヴィッツ国際ピアノコンクール第1位。